# Galina (keresztnév)
A Galina görög eredetű orosz női név, jelentése: nyugalmas, csendes, békés.

## Gyakorisága
Az 1990-es években szórványos név, a 2000-es években nem szerepel a 100 leggyakoribb női név között.

## Névnapok
- október 5.[2]
- október 11.[2]